# جيمس إي جون
جيمس إي جون (بالإنجليزية: James E. Gunn) (و. 1938 – م) هو عالم فلك، وعالم فيزياء فلكية، وأستاذ جامعي من الولايات المتحدة الأمريكية. وهو عضواً في الأكاديمية الوطنية للعلوم، والأكاديمية الأمريكية للفنون والعلوم .

## التعليم
تعلم في معهد كاليفورنيا للتقنية، وجامعة رايس

## مناصب وهيئات
أدار جامعة برنستون، وجامعة كاليفورنيا، بركلي.

## جوائز
حصل على جوائز منها:
- وسام بروس (2013)
- جائزة دامون نايت التدكارية من رتبة أستاذ أعظم [الإنجليزية]‏ (2007)
- جائزة المحاضر لهنري نوريس راسيل (2005)
- جائزة كرافورد (2005)
- Petrie Prize Lecture [الإنجليزية]‏ (2001)
- الميدالية الذهبية للجمعية الفلكية الملكية (1994)
- الميدالية الذهبية للجمعية الفلكية الملكية (1994)
- جائزة دانيال هاينمان للفيزياء الفلكية (1988)
- زمالة ماك آرثر (31 يوليو 1983)
- Pilgrim Award [الإنجليزية]‏ (1976)
- جائزة غروبر في علم الفلك [الإنجليزية]‏
- قلادة العلوم الوطنية الأمريكية
- Joseph Weber Award for Astronomical Instrumentation [الإنجليزية]‏.